# Płocko (gromada)
Płocko – dawna gromada, czyli najmniejsza jednostka podziału terytorialnego Polskiej Rzeczypospolitej Ludowej w latach 1954–1972.
Gromady, z gromadzkimi radami narodowymi (GRN) jako organami władzy najniższego stopnia na wsi, funkcjonowały od reformy reorganizującej administrację wiejską przeprowadzonej jesienią 1954 do momentu ich zniesienia z dniem 1 stycznia 1973, tym samym wypierając organizację gminną w latach 1954–1972.
Gromadę Płocko z siedzibą GRN w Płocku utworzono – jako jedną z 8759 gromad na obszarze Polski – w powiecie miasteckim w woj. koszalińskim na mocy uchwały nr 43/54 WRN w Koszalinie z dnia 5 października 1954. W skład jednostki weszły obszary dotychczasowych gromad Płocko, Ciecholub, Pustowo i Darnowo ze zniesionej gminy Warcino oraz obszar dotychczasowej gromady Przytocko ze zniesionej gminy Kawcze w tymże powiecie. Dla gromady ustalono 10 członków gromadzkiej rady narodowej.
1 stycznia 1958 do gromady Płocko włączono wsie Mzdówko i Kaczyno ze zniesionej gromady Mzdowo w tymże powiecie.
31 grudnia 1961 z gromady Płocko wyłączono wieś Przytocko, włączając ją do gromady Kawcze w tymże powiecie, po czym gromadę Płocko zniesiono, a jej (pozostały) obszar włączono do gromady Kępice tamże.